# یوایچی تاکابایاشی
یوایچی تاکابایاشی (انگلیسی: Yoichi Takabayashi; ۲۹ آوریل ۱۹۳۱ – ۱۵ ژوئیهٔ ۲۰۱۲) کارگردان فیلم اهل ژاپن بود.